# La Petite-Marche
La Petite-Marche est une commune française, située dans le département de l'Allier en région Auvergne-Rhône-Alpes.

## Géographie

### Localisation
Située dans les Combrailles, à quelques kilomètres du département du Puy-de-Dôme, et limitrophe du département de la Creuse, la commune de La Petite-Marche surplombe le confluent de la Tartasse et du Cher.

### Communes limitrophes
Six communes sont limitrophes de La Petite-Marche, dont deux dans le département de la Creuse,.
|                          | Mazirat                   | Terjat                  |
| Évaux-les-Bains (Creuse) | La Petite-Marche          | Marcillat-en-Combraille |
| Chambonchard (Creuse)    | Saint-Marcel-en-Marcillat |                         |

### Climat
Pour des articles plus généraux, voir Climat d'Auvergne-Rhône-Alpes et Climat de l'Allier.
En 2010, le climat de la commune est de type climat océanique dégradé des plaines du Centre et du Nord, selon une étude du CNRS s'appuyant sur une série de données couvrant la période 1971-2000. En 2020, Météo-France publie une typologie des climats de la France métropolitaine dans laquelle la commune est exposée à un climat de montagne ou de marges de montagne et est dans la région climatique Ouest et nord-ouest du Massif Central, caractérisée par une pluviométrie annuelle de 900 à 1 500 mm, maximale en automne et en hiver.
Pour la période 1971-2000, la température annuelle moyenne est de 10,3 °C, avec une amplitude thermique annuelle de 15,3 °C. Le cumul annuel moyen de précipitations est de 841 mm, avec 11,1 jours de précipitations en janvier et 7,5 jours en juillet. Pour la période 1991-2020, la température moyenne annuelle observée sur la station météorologique de Météo-France la plus proche, sur la commune de Durdat-Larequille à 12 km à vol d'oiseau, est de 11,0 °C et le cumul annuel moyen de précipitations est de 879,1 mm,. Pour l'avenir, les paramètres climatiques de la commune estimés pour 2050 selon différents scénarios d'émission de gaz à effet de serre sont consultables sur un site dédié publié par Météo-France en novembre 2022.

## Urbanisme

### Typologie
Au 1er janvier 2024, La Petite-Marche est catégorisée commune rurale à habitat très dispersé, selon la nouvelle grille communale de densité à 7 niveaux définie par l'Insee en 2022.
Elle est située hors unité urbaine et hors attraction des villes,.

### Occupation des sols

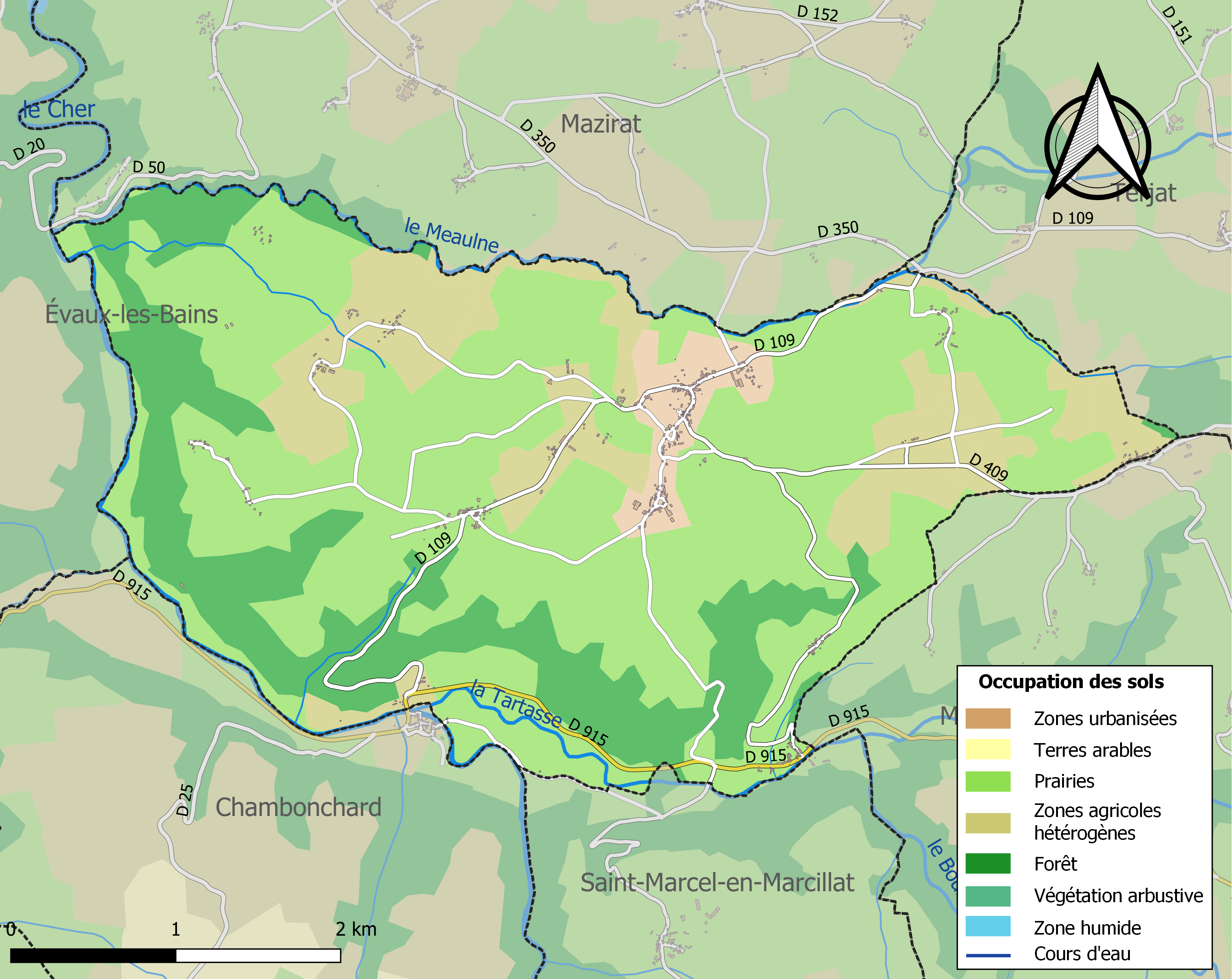
Carte des infrastructures et de l'occupation des sols de la commune en 2018 (CLC).

L'occupation des sols de la commune, telle qu'elle ressort de la base de données européenne d’occupation biophysique des sols Corine Land Cover (CLC), est marquée par l'importance des territoires agricoles (76,7 % en 2018), une proportion sensiblement équivalente à celle de 1990 (76,8 %). La répartition détaillée en 2018 est la suivante : prairies (59,8 %), forêts (19,9 %), zones agricoles hétérogènes (16,9 %), zones urbanisées (3,5 %).
L'IGN met par ailleurs à disposition un outil en ligne permettant de comparer l’évolution dans le temps de l’occupation des sols de la commune (ou de territoires à des échelles différentes). Plusieurs époques sont accessibles sous forme de cartes ou photos aériennes : la carte de Cassini (XVIIIe siècle), la carte d'état-major (1820-1866) et la période actuelle (1950 à aujourd'hui).

## Toponymie
Attestée sous la forme Marchia en 1160.
La-Petite-Marche se situe dans l'aire linguistique du Croissant, zone de transition où se mélangent l'occitan et la langue d'oïl (ici berrichon). Le nom de ce village en occitan marchois, est La Marcha. Il vient lui-même issu du mot germanique marka indiquant une frontière médiévale.

## Politique et administration
Didier Imbert a été élu au premier tour des élections municipales de 2020. Le conseil municipal, réuni en mai 2020 pour élire le maire, a désigné trois adjoints.
| Période                                  | Période                    | Identité           | Étiquette | Qualité                    |
| ---------------------------------------- | -------------------------- | ------------------ | --------- | -------------------------- |
| Les données manquantes sont à compléter. |                            |                    |           |                            |
| avant 1995                               | ?                          | Jean-Paul Bougerol |           |                            |
| mars 2001                                | avril 2014                 | Danielle Turcat    |           |                            |
| avril 2014                               | mai 2020                   | Gérard Renoux      |           | Retraité de l'enseignement |
| mai 2020                                 | En cours (au 10 juin 2020) | Didier Imbert      |           |                            |

## Population et société

### Démographie
L'évolution du nombre d'habitants est connue à travers les recensements de la population effectués dans la commune depuis 1793. Pour les communes de moins de 10 000 habitants, une enquête de recensement portant sur toute la population est réalisée tous les cinq ans, les populations de référence des années intermédiaires étant quant à elles estimées par interpolation ou extrapolation. Pour la commune, le premier recensement exhaustif entrant dans le cadre du nouveau dispositif a été réalisé en 2007.

En 2022, la commune comptait 165 habitants, en évolution de −9,34 % par rapport à 2016 (Allier : −1,38 %, France hors Mayotte : +2,11 %).
| 1793 | 1800 | 1806 | 1821 | 1831 | 1836 | 1841 | 1846 | 1851 |
| ---- | ---- | ---- | ---- | ---- | ---- | ---- | ---- | ---- |
| 889  | 724  | 885  | 896  | 807  | 811  | 826  | 829  | 837  |

| 1856 | 1861 | 1866 | 1872 | 1876 | 1881 | 1886 | 1891 | 1896 |
| ---- | ---- | ---- | ---- | ---- | ---- | ---- | ---- | ---- |
| 798  | 777  | 783  | 816  | 873  | 962  | 947  | 877  | 843  |

| 1901 | 1906 | 1911 | 1921 | 1926 | 1931 | 1936 | 1946 | 1954 |
| ---- | ---- | ---- | ---- | ---- | ---- | ---- | ---- | ---- |
| 857  | 812  | 804  | 678  | 621  | 567  | 527  | 447  | 375  |

| 1962 | 1968 | 1975 | 1982 | 1990 | 1999 | 2006 | 2007 | 2012 |
| ---- | ---- | ---- | ---- | ---- | ---- | ---- | ---- | ---- |
| 316  | 321  | 247  | 210  | 210  | 215  | 191  | 187  | 196  |

| 2017 | 2022 | - | - | - | - | - | - | - |
| ---- | ---- | - | - | - | - | - | - | - |
| 176  | 165  | - | - | - | - | - | - | - |

## Culture locale et patrimoine

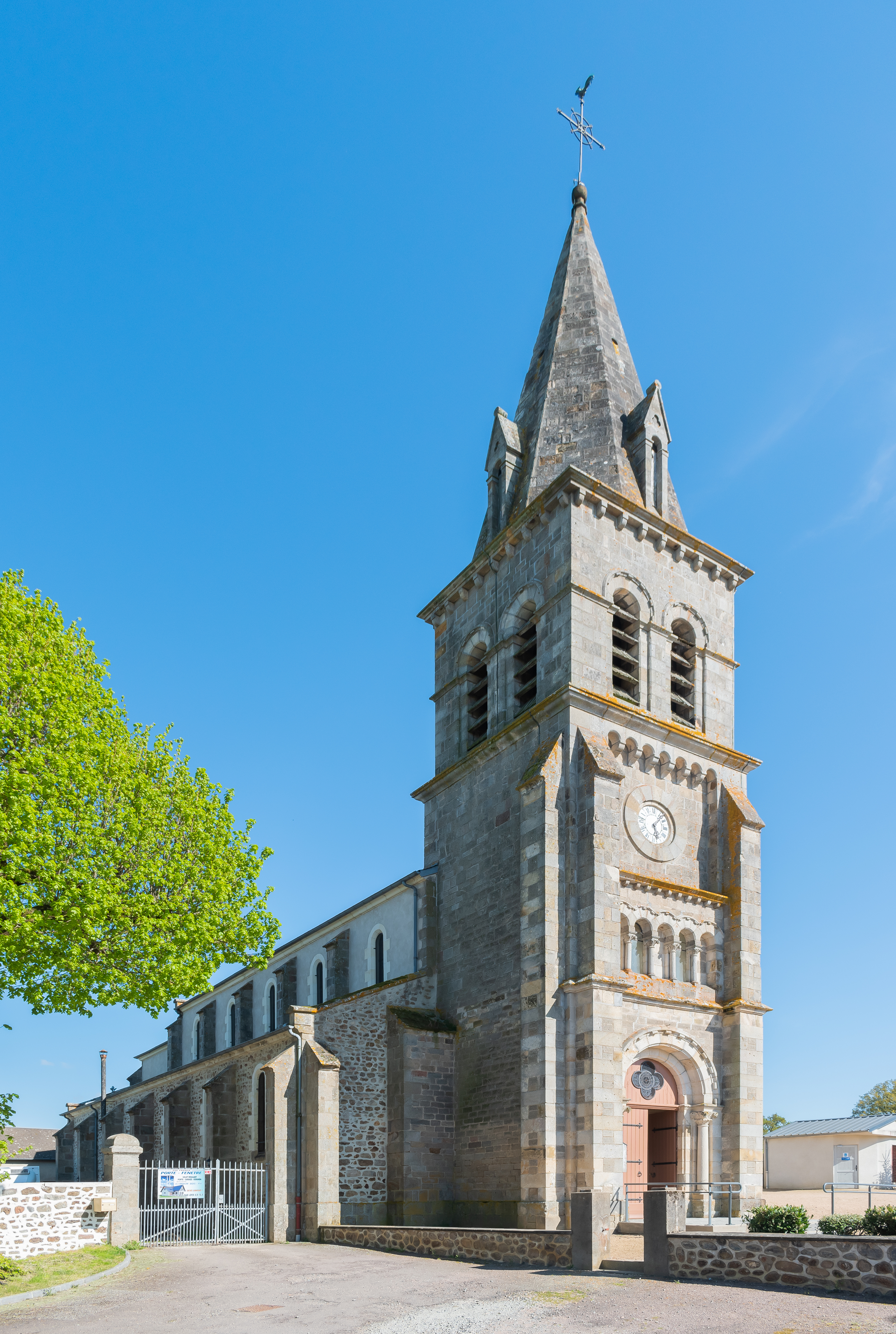
L'église Saint-Thomas-Becket de La-Petite-Marche.

### Lieux et monuments
- Église Saint-Thomas-Becket du XIXe siècle.

### Personnalités liées à la commune
- Michel Peynot (1866-1950), historien de la Combraille et du Bourbonnais, est curé de la paroisse de 1921 à 1932.

### Héraldique
|  | Les armes de la commune se blasonnent ainsi : Tiercé en pairle renversé : au 1er d’azur au bar d’argent oreillé du champ, au 2e d’or à la tour de gueules ouverte et ajourée du champ, maçonnée de sable, au 3e de sinople aux trois épis de blé d’or posés en bande, en pal et en barre, rangés en fasce. |